# شفت (فیلم ۱۹۷۱)
شَفت (به انگلیسی: Shaft) فیلمی ۱۰۰ دقیقه‌ای به کارگردانی گوردون پارکز با بازی ریچارد راوندتری است.